# Paul Hellyer
Paul Theodore Hellyer (Waterford, Ontario, 6 de agosto de 1923-Toronto, 9 de agosto de 2021) fue un ingeniero, político, escritor y comentarista canadiense. Era el miembro más antiguo del Consejo Privado de la Reina por Canadá en el momento de su muerte.

## Trayectoria
Hellyer nació y se crio en una granja cerca de Waterford, Ontario, hijo de Lulla Maude (Anderson) y Audrey Samuel Hellyer. Al finalizar la escuela secundaria, estudió ingeniería aeronáutica en el Instituto Técnico de Aeronáutica Curtiss-Wright en Glendale, California, y se graduó en 1941. Mientras estudiaba, también obtuvo una licencia de piloto privado.
Después de graduarse, Hellyer fue empleado en Fleet Aircraft en Fort Erie, Ontario, que en ese momento fabricaba naves de entrenamiento para la Real Fuerza Aérea Canadiense como parte del esfuerzo bélico de Canadá en la Segunda Guerra Mundial. Intentó convertirse él mismo en piloto de la RCAF, pero le dijeron que no eran necesarios más pilotos, después de lo cual se unió a la Real Artillería Canadiense y sirvió en Canadá como artillero durante la guerra. Hellyer obtuvo una licenciatura en artes de la Universidad de Toronto en 1949.

## Carrera
Elegido por primera vez como liberal en las elecciones federales de 1949 en Davenport, fue la persona más joven elegida hasta ese momento en la Cámara de los Comunes de Canadá. Se desempeñó durante un breve período como asistente parlamentario del Ministro de Defensa Nacional. Luego fue nombrado Ministro Asociado de Defensa Nacional en el gabinete del primer ministro Louis St. Laurent. Sin embargo, este puesto duró poco, ya que Hellyer perdió su escaño cuando el gobierno de St. Laurent perdió las elecciones de 1957 dos meses después. 
Hellyer regresó al parlamento en las elecciones parciales de 1958 en el vecino Trinity, y se convirtió en un crítico opositor efectivo del gobierno conservador progresista de John Diefenbaker. En 1969, Hellyer publicó un importante informe sobre vivienda y renovación urbana en el que defendía reformas graduales en lugar de nuevos programas gubernamentales. Pidió una mayor flexibilidad en el sistema de préstamos hipotecarios de Canadá y alentó a los fondos de pensiones corporativos a invertir más dinero en programas de vivienda. Su enfoque no fue aceptado universalmente. Algunos gobiernos provinciales y municipales se mostraron abiertamente escépticos, y Heward Grafftey, un conservador progresista de izquierda con interés en la vivienda, pidió un enfoque más radical.
El informe de Hellyer también pedía la suspensión de la "destrucción total de viviendas antiguas" y una "mayor selectividad ... en la demolición de viviendas existentes". Los grandes proyectos de renovación urbana llegarían a su fin como resultado de su Grupo de Trabajo. Hellyer renunció al gabinete en 1969 debido a una disputa con Trudeau sobre la implementación del programa de vivienda.
Hellyer se sentó en el Parlamento como un comienzo independiente en 1971. Después de que su intento de 1971 de formar un nuevo partido político, Acción Canadá, fracasó, el líder conservador progresista Robert Stanfield lo invitó a unirse al caucus del PC. Volvió a la prominencia como crítico de la oposición y fue reelegido en las elecciones de 1972 como Conservador Progresista. Sin embargo, perdió su escaño en las elecciones de 1974. A pesar de esta pérdida, Hellyer impugnó la elección de liderazgo del PC de 1976. Sus puntos de vista eran demasiado derechistas para la mayoría de los delegados y alienó a muchos conservadores con un discurso que atacaba a los conservadores rojos por no ser "verdaderos conservadores". Terminó en un distante sexto de ocho concursantes en la segunda votación; Joe Clark ganó el liderazgo. 
Hellyer se reincorporó al Partido Liberal en 1982, pero permaneció mayoritariamente en silencio en política. En 1988, impugnó la nominación liberal en la conducción de Toronto de St. Paul's, perdiendo ante Aideen Nicholson, quien había derrotado a Hellyer 14 años antes cuando era un diputado conservador en la conducción adyacente de Trinity. Durante su carrera política, también se desempeñó como el único ministro principal de Canadá entre abril de 1968 y 1969, cuando renunció al cargo. También fue columnista sindicado de prensa entre 1974 y 1984.